# José Ferrater Mora

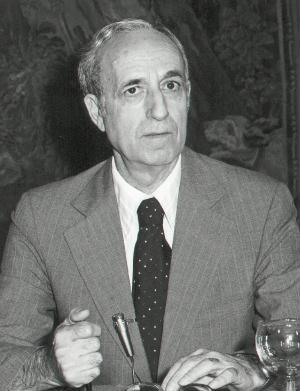
Retrato de Josep Ferrater Mora

José Ferrater Mora (em catalão, Josep Ferrater Mora; Barcelona, 30 de outubro de 1912 – 30 de janeiro de 1991) é considerado o mais importante filósofo catalão desde Raimundo Lúlio e o pensador espanhol mais original da segunda metade do século XX.
Licenciou-se em Filosofia pela Universidade de Barcelona. A partir de 1939, exerceu a docência em várias universidades da França, Cuba, Chile e Estados Unidos, país em que se estabeleceu em 1947 fugindo do regime franquista.
Na América, foi professor no Bryn Mawr College de 1949 até aposentar-se em 1981. Desde então, foi professor visitante em várias universidades americanas e europeias, recebendo o título de doutor honoris causa por várias delas.

## História
José Ferrater Mora iniciou seus estudos em sua cidade natal, depois mudou-se, sucessivamente, para Cuba (1931-1934), Chile (1941-1947), e estabeleceu-se nos Estados Unidos.
José Ferrater foi professor de filosofia na Universidade do Chile e, a partir de 1949, no Bryn Mawr College (Pensilvânia, Estados Unidos). Dirigiu simultâneamente cursos em muitas universidades da Europa (em especial na Espanha e França) e em algumas universidades da América.
Membro do Instituto Internacional de Filosofia desde 1962, organismo este, que reúne um número restrito de membros, nunca superior a cem. Todos são recrutados pelo instituto—recrutar, de todos os países do mundo.
Ferrater Mora tornou-se internacionalmente conhecido pelo seu monumental Dicionário de Filosofia (Diccionario de Filosofía. México, Atlante, 1941), obra que fora pacientemente construindo, elaborando e refundindo. Seu Dicionário vem sendo ampliando desde a sua primeira edição (1941) até aos dias atuais.
O Dicionário em sua última edição, está disposto em dois grandes volumes. Tal trabalho constitui uma obra sem paralelo no género. Atualmente o Dicionário contempla a vasta gama de informações Filosóficas, consagrando assim tamanha destreza e o amplo conhecimento que Ferrater Mora possui sobre toda a história da filosofia e sobre todas as disciplinas filosóficas - não limitando-se a um campo ou gênero específico, mas sim, contemplando também informações científicas e humanísticas, com uma impressionante capacidade de síntese.

## Seleção de obras
- Diccionario de Filosofía. México, Atlante, 1941
- España y Europa. Santiago de Chile, Cruz del Sur, 1942
- Les formes de la vida catalana. Santiago de Chile, Agrupació Patriòtica Catalana, 1944
- Unamuno, bosquejo de una filosofía. Buenos Aires, Losada, 1944
- Variaciones sobre el espíritu. Buenos Aires, Sudamericana, 1945
- La ironía, la muerte y la admiración. Santiago de Chile, Cruz del Sur, 1946
- El llibre del sentit. Santiago de Chile, Imp. Mediterránea, 1948
- El hombre en la encrucijada. Buenos Aires, Sudamericana, 1952
- Cuatro visiones de la Historia Universal: San Agustín, Vico, Voltaire, Hegel, 1955 ISBN 84-206-1889-6
- Reflexions sobre Catalunya. 1955
- La filosofía en el mundo de hoy. Madrid, Revista de Occidente, 1959
- Una mica de tot. Palma de Mallorca, Mallorca, Moit, 1961
- El ser y la muerte: bosquejo de filosofía integracionista, Madrid, Aguilar, 1962
- La filosofía en el món d'avui. Barcelona, 1965
- Indagaciones sobre el lenguaje. 1970
- Els mots i els homes. 1970 ISBN 4-297-0443-4 Erro de parâmetro em {{ISBN}}: comprimento
- El hombre y su medio y otros ensayos. Madrid, Siglo XXI, 1971
- De la materia a la razón. Madrid, Alianza, 1979
- Voltaire en Nueva York. 1985
- El juego de la verdad. Barcelona, Destino, 1988
- Joc de cartes. Epistolari 1948-1984. 1988 ISBN 84-297-2846-5
- Regreso del infierno. Barcelona, Destino, 1989
- La señorita Goldie. Barcelona, Seix Barral, 1991
- Mujeres al borde de la leyenda. Madrid, Círculo de lectores, 1991
- Mariposas y supercuerdas. Diccionario para nuestro tiempo. Barcelona, Península, 1994 (publicado postumamente).